# Kizuna no Kiseki
Kizuna no Kiseki (japanisch 絆ノ奇跡) ist ein Lied der japanischen Rockband Man with a Mission und der Sängerin milet, welches am 10. April 2023 zunächst auf digitaler Ebene über Sony Music Entertainment Japan veröffentlicht wurde und am 31. Mai gleichen Jahres eine gemeinsame Tonträgerveröffentlichung mit dem Stück Koi Kogare (コイコガレ) – ebenfalls eine musikalische Zusammenarbeit der beiden Künstler – erhielt.
Das Lied ist in der Vorspannsequenz der dritten Staffel der Action-/Fantasy-Anime-Fernsehserie Demon Slayer zu hören.
In Japan erreichte das Lied Platz zwei der Billboard Japan Hot 100 sowie Platz drei der kombinierten Singlecharts von Oricon. Nach der Tonträgerveröffentlichung stieg das Lied gemeinsam mit Koi Kogare in den offiziellen Singlecharts ein.
Das Lied war der Beitrag der Gruppe beim 74. Kōhaku Uta Gassen des Fernsehsenders NHK.

## Hintergrund und Veröffentlichung
In der Vergangenheit arbeiteten die Musiker von Man with a Mission bereits mit Sängerin milet zusammen. So entstand im Jahr 2019 aus dieser musikalischen Kooperation das Lied Reiwa, welches auf der Single Dark Crow, dessen gleichnamiges Lied in der Vorspannsequenz zur Anime-Fernsehserie Vinland Saga genutzt wurde, zu finden ist.
In einer Streamingveranstaltung zum Demon-Slayer-Franchise, welches im Februar 2023 stattfand, wurde Kizuna no Kiseki als Lied in der Vorspannsequenz zur dritten Staffel der Anime-Fernsehserie, welchen den Swordsmith Village Arc adaptiert, vorgestellt. Auf dem Twitter-Profil der Animeserie wurden die Rockband Man with a Mission und die Sängerin milet als Interpreten des musikalischen Vor- und Abspanns angekündigt.
Das Lied wurde am 10. April 2023 zunächst auf digitaler Ebene veröffentlicht. In der Folge wurde die Veröffentlichung eines Musikvideos und einer Tonträgerveröffentlichung des Liedes gemeinsam mit dem Stück Koi Kogare – dem Lied im musikalischen Abspann des Animes – angekündigt. Die Tonträgerveröffentlichung erfolgte am 31. Mai 2023. Am gleichen Tag fand auch eine Herausgabe auf Schallplatte statt. Milan Records veröffentlichte das Lied auf digitaler Ebene in den Vereinigten Staaten.

## Komposition
Kizuna no Kiseki wurde von Man-with-a-Mission-Gitarrist und -Sänger Jean-Ken Johnny komponiert und getextet. Die Haupttonart des Stückes ist G-Moll, die Taktart ist der 4/4-Takt und die Schnelligkeit des 3:43 Minuten langen Liedes beträgt 170 BpM.
Im Intro kommen traditionelle japanische Instrumente wie eine Shamisen und Taiko-Trommeln zum Einsatz. In einem Interview mit Tomonori Shiba von Billboard Japan erklärte Johnny bezüglich des Einsatzes von traditionellen Instrumenten in dem Lied, dass die Musiker sich Lieder, die in der Serie und im Kinofilm genutzt wurden anhörten und ein Titellied schreiben wollten, die diese Instrumente mehr in den Mittelpunkt rückt. Die Shamisen und Taiko-Trommeln wurden mittels Sampling eingespielt.
Die Produzenten des Anime wollten einen Lied mit wechselndem Gesang, welches sich der Handlung der Geschichte angleicht. So wurde dem Produzententeam mehrere Demoaufnahmen verschiedener Lieder vorgelegt. Bereits mit Beginn des Schreibprozesses wollten die Musiker milet als Sängerin integrieren. Diese wegänzte, dass das Lied für sie einfach zu singen war und sie ihr vollstes gesangliches Potenzial ausschöpfen konnte.
Lyrisch behandelt das Lied die Themen „Schönheit sowie die Wichtigkeit der Verbindungen, die wir zwischen unseren Freunden, Familie, Kameraden und unseren Liebsten haben bzw. aufbauen.“ Auch thematisiert das Lied den „eisernen Willen, den man aufbringen muss um ein Ziel zu erreichen.“

## Musikvideo
Ein Musikvideo zum Lied entstand unter der Regie von Yasuhiro Arafune. Es zeigt die Musiker der Gruppe und die Sängerin milet bei der Performance des Liedes auf dem Tokyo Tower.

## Mitwirkende
Die Mitwirkenden Musiker und weitere an der Produktion des Liedes beteiligte Personen wurde aus dem Eintrag in der Video Game Music Database entnommen.
- Tokyo Tanaka – Gesang, Produktion, Arrangements
- Jean-Ken Johnny – E-Gitarre, Gesang, Komposition, Liedtext, Produktion, Arrangements
- Kamikaze Boy – E-Bass, Gesang, Produktion, Arrangements
- Spear Rib – Schlagzeug, Produktion, Arrangements
- DJ Santa Monica – Turntables, Produktion, Arrangements
- milet – Gesang

## Nennenswerte Performances
Im Mai 2023 sang milet das Lied bei einem Konzert im Budōkan. Da Man with a Mission nicht live auftreten konnten, wurde Gesang der Musiker von den Studioaufnahmen bei dem Auftritt genutzt. Erstmals sangen sie das Lied im Juni gemeinsam im Zuge eines Videodrehs für den YouTube-Kanal The First Take.
Man with a Mission und milet sangen das Lied im Rahmen des 74. Kōhaku Uta Gassen für die weiße Mannschaft. Gleichzeitig performten beide Künstler bei derselben Veranstaltung das Stück Koi Kogare für das gegnerische rote Team.

## Titelliste der CD-Single
| Nr. | Titel                                    | Komponisten                   | Länge |
| --- | ---------------------------------------- | ----------------------------- | ----- |
| 1.  | 絆ノ奇跡 Kizuna no Kiseki                | Jean-Ken Johnny (Musik, Text) | 3:43  |
| 2.  | コイコガレ Koi Kogare                    | Yuki Kajiura (Musik, Text)    | 3:36  |
| 3.  | 絆ノ奇跡 Kizuna no Kiseki (Instrumental) | Johnny (Musik)                | 3:43  |
| 4.  | コイコガレ Koi Kogare (Instrumental)     | Kajiura (Musik)               | 3:36  |
| 5.  | 絆ノ奇跡 Kizuna no Kiseki (Anime-Edit)   | Johnny (Musik, Text)          | 1:34  |
| 6.  | コイコガレ Koi Kogare (Anime-Edit)       | Kajiura (Musik, Text)         | 1:30  |

## Erfolg

### Kommerziell
Da das Lied zunächst lediglich auf digitaler Ebene als Musikdownload und im Musikstreaming veröffentlicht wurde, war es in den offiziellen Singlecharts von Oricon nicht einstiegsberechtigt, da diese lediglich physische Verkäufe verwertet. Stattdessen gelang Kizuna no Kiseki der Einstieg auf Platz eins der Download mit knapp 42.000 digitalen Verkäufen innerhalb der Veröffentlichungswoche. In den kombinierten Singlecharts erreichte das Lied mit dem dritten Platz seine Höchstposition und verblieb insgesamt 40 Wochen in den Charts. In den Billboard Japan Hot 100 gelang der Einstieg auf Platz zwei, in den Global 200 auf Position 140.
Nach der Tonträgerveröffentlichung am 31. Mai 2023 stieg das Lied auf Platz vier der heimischen Singlecharts von Oricon ein. In der ersten Verkaufswoche wurden knapp 43.000 Tonträger verkauft. Die Single hielt sich insgesamt 33 Wochen lang in den offiziellen Oricon-Singlecharts auf.
In den Jahrescharts der Billboard Japan Hot 100 belegte das Lied im Jahr 2023 Platz 18; In den Oricon-Jahrescharts erreichten Kizuna no Kiseki und Koi Kogare aufgrund ihrer gemeinsamen Tonträgerveröffentlichung als Doppel-A-Seite-Single Platz 83.

### Auszeichnungen für Musikverkäufe
Die Recording Industry Association of Japan zeichnete das Lied im Juni 2023 zunächst mit einer Goldenen Schallplatte im Streaming-Segment aus; Drei Monate später erreichte Kizuna no Kiseki Platin-Status für das Erreichen von 100 Millionen Streams in Japan. Im März 2024 erhielt das Lied für 250.000 digitale Verkäufe Platin in Japan, während Koi Kogare eine Goldene Schallplatte erhielt.